# Habaswein
Habaswein – miasto w Kenii, w hrabstwie Wajir. Liczy 49,6 tys. mieszkańców.